# Direction spécialisée de finances publiques pour l’AP-HP
 (mai 2025).
Motif : Je ne vois pas trop la notoriété de cette direction spécialisée de la DGFP. De plus, les sources sont primaires et peu nombreuses.
- Archive Wikiwix
- Bing
- Cairn
- DuckDuckGo
- E. Universalis
- Gallica
- Google
- G. Books
- G. News
- G. Scholar
- Persée
- Qwant
- (zh) Baidu
- (ru) Yandex
- (wd) trouver des œuvres sur Wikidata

| 1. | Préciser le motif de la pose du bandeau. | Précisez le motif de la pose du bandeau en utilisant la syntaxe suivante : {{admissibilité à vérifier\|date=mai 2025\|motif=remplacez ce texte par le motif}}                                                                 |
| 2. | Informer les utilisateurs concernés.     | Pensez à avertir le créateur de l'article, par exemple, en insérant le code ci-dessous sur sa page de discussion : {{subst:avertissement admissibilité à vérifier\|Direction spécialisée de finances publiques pour l’AP-HP}} |

La direction spécialisée de finances publiques pour l’Assistance publique - Hôpitaux de Paris (DSFiP AP-HP) est une direction spécialisée de la direction générale des Finances publiques. Elle est chargée de la gestion comptable de l’AP-HP, du recouvrement des recettes hospitalières, du contrôle et du paiement des dépenses des établissements hospitaliers de l’AP-HP.
La DSFiP AP-HP a été créée par l'arrêté du 12 décembre 2011.
Elle est le premier comptable public de France en matière hospitalière, en gérant le budget de l’AP-HP d'environ 7,3 milliards d’euros.